# Ann Larsson
Ann Hillevi Larsson po mężu Green (ur. 25 czerwca 1955 w Västra Frölunda w Göteborgu) – szwedzka lekkoatletka, sprinterka, halowa mistrzyni Europy z 1974.
Zajęła 6. miejsce w sztafecie 4 × 400 metrów na mistrzostwach Europy w 1971 w Helsinkach. Na igrzyskach olimpijskich w 1972 w Monachium odpadła w eliminacjach tej konkurencji.
Zdobyła srebrny medal w biegu na 400 metrów oraz zajęła 5. miejsce w sztafecie 4 × 400 metrów na mistrzostwach Europy juniorów w 1973 w Duisburgu.
Larsson zdobyła złoty medal w sztafecie 4 × 2 okrążenia na halowych mistrzostwach Europy w 1974 w Göteborgu (sztafeta biegła w składzie: Ann-Charlotte Hesse, Lena Fritzson, Ann-Margret Utterberg i Larsson), a w biegu na 400 metrów odpadła w półfinale. Na halowych mistrzostwach Europy w 1976 w Monachium odpadła w eliminacjach biegu na 800 metrów. 
Zdobyła mistrzostwo Szwecji w biegu na 400 metrów w 1973 i 1974, a w hali zwyciężyła na tym dystansie w 1973.
Była rekordzistką Szwecji w biegu na 400 metrów z czasem 52,42 s, osiągniętym 4 sierpnia 1973 w Warszawie oraz w sztafecie 4 × 400 metrów z rezultatem 3:32,62, uzyskanym 9 września 1972 w Monachium.